# Montalbano Jonico
Montalbano Jonico (Albanus Mons auf Latein, bis 1863 Mont’Albano) ist eine italienische Gemeinde in der Provinz Matera in der Region Basilikata.
In Montalbano Jonico leben 6612 Einwohner (Stand am 31. Dezember 2023). Der Ort liegt 72 km südlich von Matera. Die Nachbargemeinden sind Craco, Pisticci, Scanzano Jonico, Stigliano und Tursi.
Der Ursprung des Ortes ist unbekannt. Wahrscheinlich wurde der Ort im 3. Jahrhundert v. Chr. gegründet. Der Ort wurde nach dem Hügel benannt, auf dem der Ort steht. Der Zusatz Jonico wurde im Jahre 1963 hinzugefügt.

## Geografie
Montalbano Jonico liegt auf einem Hügel 292 m über dem Meeresspiegel im südwestlichen Teil der Provinz Matera, zwischen den Flüssen Cavone und Agri. Kennzeichnend für die unmittelbare Umgebung sind die „Calanchi“, erodierte Hügel mit tiefen Rinnen ohne Vegetation. Sie entstanden nach Waldrodung begünstigt durch weichen, lehmhaltigen Boden. Die Landschaft war deshalb schon immer anfällig für Erdrutsche, was ein Problem für die Siedlungen darstellt.
Am 18. Januar 2011 genehmigte der Regionalrat der Basilikata ein Gesetz über die Errichtung des besonderen Naturschutzgebietes der Calanchi von Montalbano Jonico (Riserva naturale speciale dei Calanchi di Montalbano Jonico).
Montalbano Jonico ist nach der italienischen seismischen Klassifizierung (Classificazione sismica dell’Italia) in Zone 2 (mittel bis hoch) eingeteilt.

## Verkehr
Montalbano Jonico war Endpunkt der Schmalspurbahn Bari–Montalbano Jonico.

## Personen aus Montalbano Jonico
- Melchiorre da Montalbano, Architekt und Bildhauer des 13. Jahrhunderts
- Francesco Lomonaco (1772–1810), ein italienischer Politiker